# Shibam (huyện)
Huyện Shibam là một huyện thuộc tỉnh Hadramawt, Yemen. Đến thời điểm năm 2003, huyện này có dân số 48829 người